# Fusgeyer
Als Fusgeyer (jiddisch „Fußgänger“, im übertragenen Sinn: „Auswanderer zu Fuß“, rumänisch pietoni, drumeti) bezeichneten sich tausende von jüdischen Flüchtlingen aus Rumänien Anfang des 20. Jahrhunderts.
Zwischen 1881 und 1914 emigrierten etwa 125.000 Juden aus Rumänien in die Vereinigten Staaten, nach Süd- und Mittelamerika, Australien, England und Palästina. Allein zwischen 1899 und 1914 haben 62.813 Juden Rumänien verlassen und erreichten über Österreich und Deutschland die Häfen Hamburg, Bremen, Rotterdam und Liverpool, um von dort nach Kanada und Amerika auszuwandern. Darunter befanden sich einige Tausend junge Leute – überwiegend Handwerker, Arbeiter und Studenten, die ihre Auswanderung zu Fuß bewältigen wollten.

## Ursachen
1866 erließ Rumänien eine „Fremdenklausel“, wonach nur Personen christlicher Religionszugehörigkeit rumänische Staatsbürger sein durften. Dadurch wurde der Großteil der in Rumänien lebenden Juden zu Staatenlosen deklariert und verlor jegliche politischen und bürgerlichen Rechte. Im Zeitraum 1868 bis 1900 sahen sich die Juden Willkür, Verfolgungen und gewalttätigen Ausschreitungen ausgesetzt, so in Iași, Vaslui, Bacău, Focșani, Galați und Bârlad. Am 5. Dezember 1897 zog ein Mob von tausenden Personen durch die Bukarester jüdischen Wohn- und Geschäftsviertel und skandierte: Jos cu jidanii! („Nieder mit den Juden!“). Während der Bauernunruhen 1888 und 1894 sowie in der Hungernotzeit 1899/1900 wurden die Juden zu Prügelknaben und für die verheerende Lage der Landbevölkerung verantwortlich gemacht. Eine Vielzahl von Restriktionen, Berufsverboten und Steuergesetzen führte zur Arbeitslosigkeit und Existenzgefährdung der jüdischen Bevölkerung.

## Rumänischer Exodus
All dies führte zu einem „rumänischen Exodus“, wo sich kleine Gruppen zu Fuß auf den wochenlangen Weg machten, um die Seehäfen zu erreichen. Zahlreiche jüdische Hilfsverbände halfen den Flüchtenden, insbesondere durch die Finanzierung der anschließenden Schiffsreisen nach Übersee. Auf Grund beschränkter finanzieller Möglichkeiten konnte aber nur einem Teil der Flüchtlinge geholfen werden.